# О'Браєн (округ, Айова)
Шаблон:StateAbbr_ 43°04′53″ пн. ш. 95°37′34″ зх. д. / 43.081388888889° пн. ш. 95.626111111111° зх. д.
Округ  О'Браєн (англ. O'Brien County) — округ (графство) у штаті Айова, США. Ідентифікатор округу 19141.

## Історія
Округ утворений 1851 року.

## Демографія
За даними перепису 
2000 року 
загальне населення округу становило 15102 осіб, зокрема міського населення було 4583, а сільського — 10519.
Серед мешканців округу чоловіків було 7390, а жінок — 7712. В окрузі було 6001 домогосподарство, 4125 родин, які мешкали в 6509 будинках.
Середній розмір родини становив 2,97.
Віковий розподіл населення поданий у таблиці:
| Стать    | До 15 років | 15-21 | 22-29 | 30-39 | 40-49 | 50-65 | 65-85 | Понад 85 |
| -------- | ----------- | ----- | ----- | ----- | ----- | ----- | ----- | -------- |
| Чоловіки | 1543        | 823   | 614   | 889   | 1173  | 1112  | 1088  | 148      |
| Жінки    | 1433        | 703   | 510   | 860   | 1137  | 1114  | 1537  | 418      |

## Суміжні округи
- Оссеола — північ
- Клей — схід
- Черокі — південь
- Сіу — захід

## Виноски
1. ↑  U.S. Decennial Census. United States Census Bureau. Процитовано 20 липня 2014.
2. ↑  Historical Census Browser. University of Virginia Library. Архів оригіналу за 11 серпня 2012. Процитовано 20 липня 2014.
3. ↑  Population of Counties by Decennial Census: 1900 to 1990. United States Census Bureau. Процитовано 20 липня 2014.
4. ↑  Census 2000 PHC-T-4. Ranking Tables for Counties: 1990 and 2000 (PDF). United States Census Bureau. Процитовано 20 липня 2014.
5. ↑  State & County QuickFacts. United States Census Bureau. Архів оригіналу за 7 червня 2011. Процитовано 20 липня 2014.(англ.) Наведено за англійською вікіпедією.
6. ↑  American FactFinder. Бюро перепису населення США. Архів оригіналу за 26 лютого 2012. Процитовано 31 січня 2008.

| США | Це незавершена стаття з географії США. Ви можете допомогти проєкту, виправивши або дописавши її. |